# Olteni, Covasna
Olteni (maghiară Oltszem, germană Altzen) este un sat în comuna Bodoc din județul Covasna, Transilvania, România. Se află în partea central-nordică a județului, în Depresiunea Sfântu Gheorghe, aproape de Olt.
Profesor Ioan Tomole: Cartea - "Dacii,romanii si românii,in hidronime sitoponime slave",p.27 :"Volosnâi. In judetul Covasna,pe valea Oltului,in apropiere de Sfantu Gheorghe,se afla satul Olteni. Asezarea Olteni este atestata documentar,pentru prima data,in anul 1332,cu apelativul Oloznui,in evidentele contabile ale trimisilor Papei de la Roma,pentru colecta in Transilvania. Oloznui e slavul Volosnâi = Valea ,Satul Românilor.

## Așezare
Localitatea Olteni se află situată pe malul stâng al râului Olt, la poalele munților Bodocului, la o altitudine de 706 m. pe DN12, Brașov-Sfântu Gheorghe-Miercurea Ciuc.

## Scurt istoric
Prima atestare documentară datează din anul 1332.
Săpăturile arheologice făcute în anul 1910, pe malul stâng al Oltului, în locul numit "Cetatea Fetei", au descoperit o așezare de tip Ariușd-Cucuteni-Tripolie, dovadă stau fragmentele de ceramică pictată bicromă și tricromă de tip Cucuteni-Ariușd, fragmentele de vase, lingurile de lut pictate, topoarele plate de piatră și coarne de cerb, toate specifice acestei culturi. În stratul de humus al stațiunii s-au mai găsit fragmente ceramice și obiecte din fier din a doua epocă a fierului, dovedind faptul că peste o așezare neolitică s-a suprapus o așezare dacică. Pe malul stâng al Oltului se află un castru roman, distrus în cea mai mare parte de construcții din secolul al XVIII-lea , dar mai ales de construcția castelului Mikó din anul 1827. În cetate s-au descoperit două opaițe, un vârf de lance, o fibulă de bronz și un disc, fragmente de ceramică dacică și romană dar și patru monede de la Domițian, Elagabal, Traian și Severus Alexander.

## Obiective tuistice
- Castrul Roman
- Biserica reformată
- Castelul Mikó

## Personalități
- Nicolae Edroiu (n.1939)-istoric